# آکادمی دریانوردی استونی

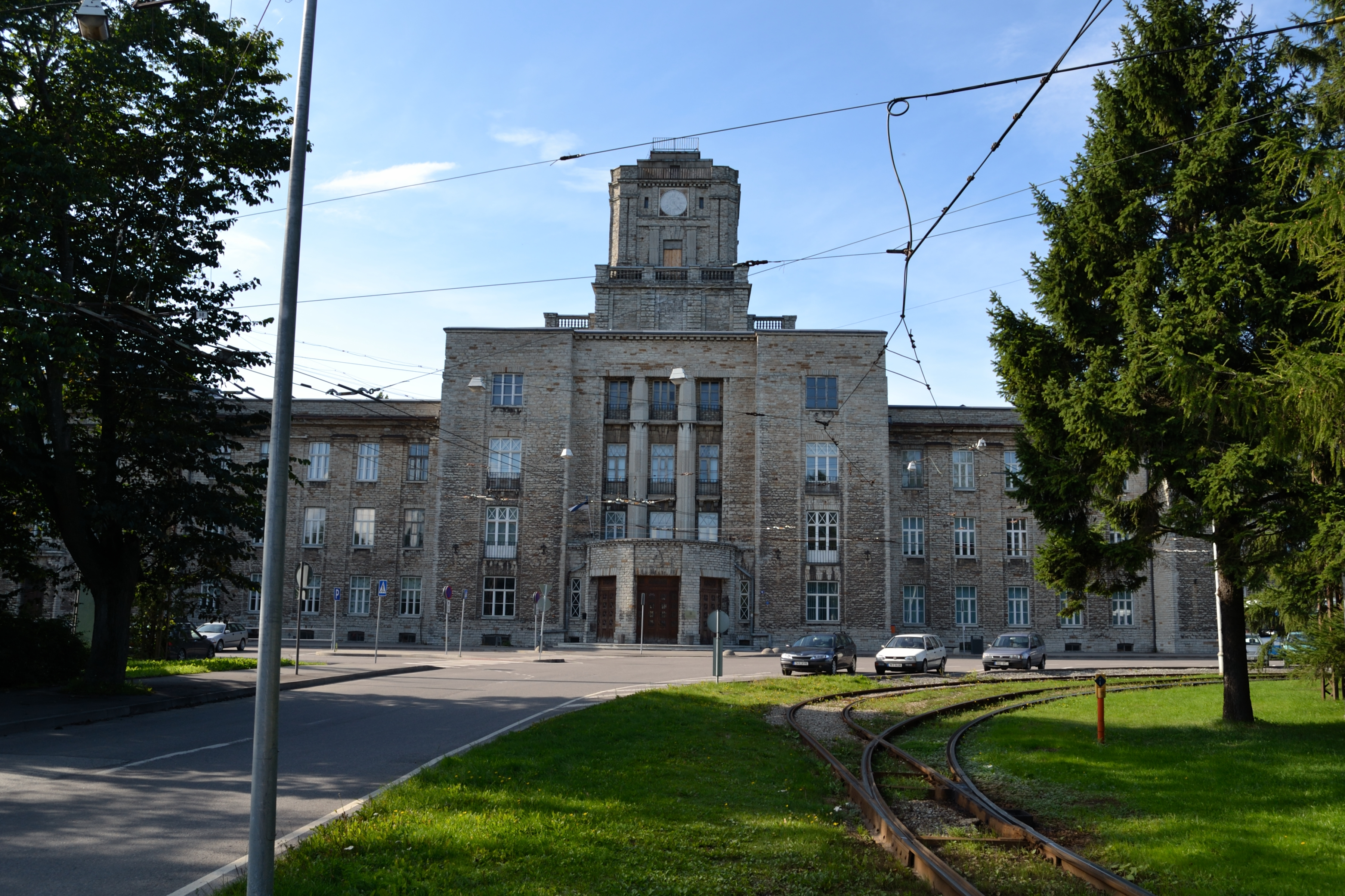
آکادمی دریانوردی استونی

آکادمی دریانوردی استونی (انگلیسی: Estonian Maritime Academy) یک دانشگاه فنی و حرفه‌ای در استونی است که در سال ۱۹۱۹ میلادی تاسیس شده است.
این آکادمی یکی از دانشکده‌های دانشگاه صنعتی تالین است و تنها مؤسسه آموزشی در استونی است که آموزش عالی در زمینه دریایی را ارائه می‌دهد.
آکادمی دریانوردی استونی در شهر تالین قرار دارد اما دارای دو مرکز در جزیره سارما نیز است.

## نگارخانه

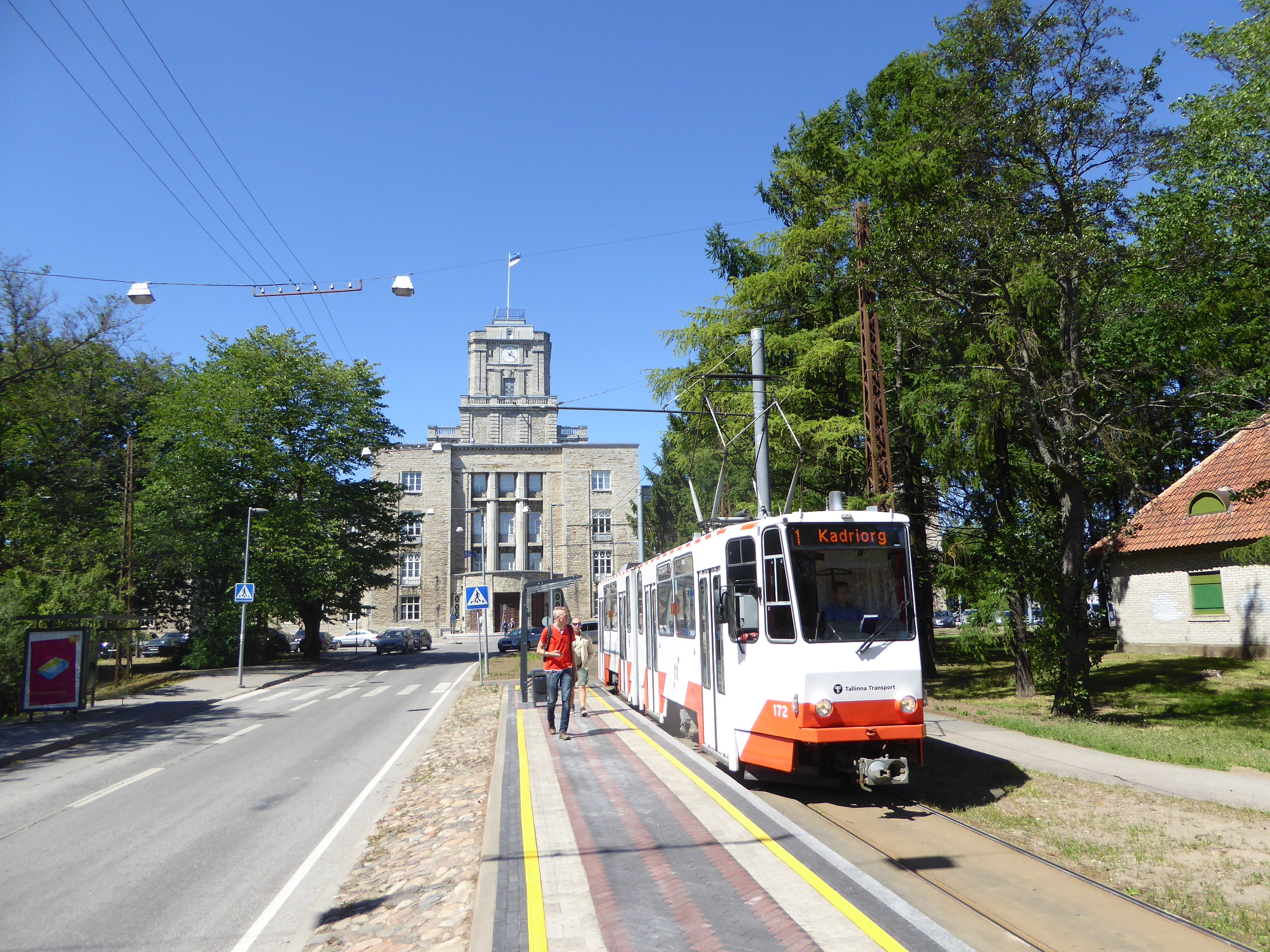
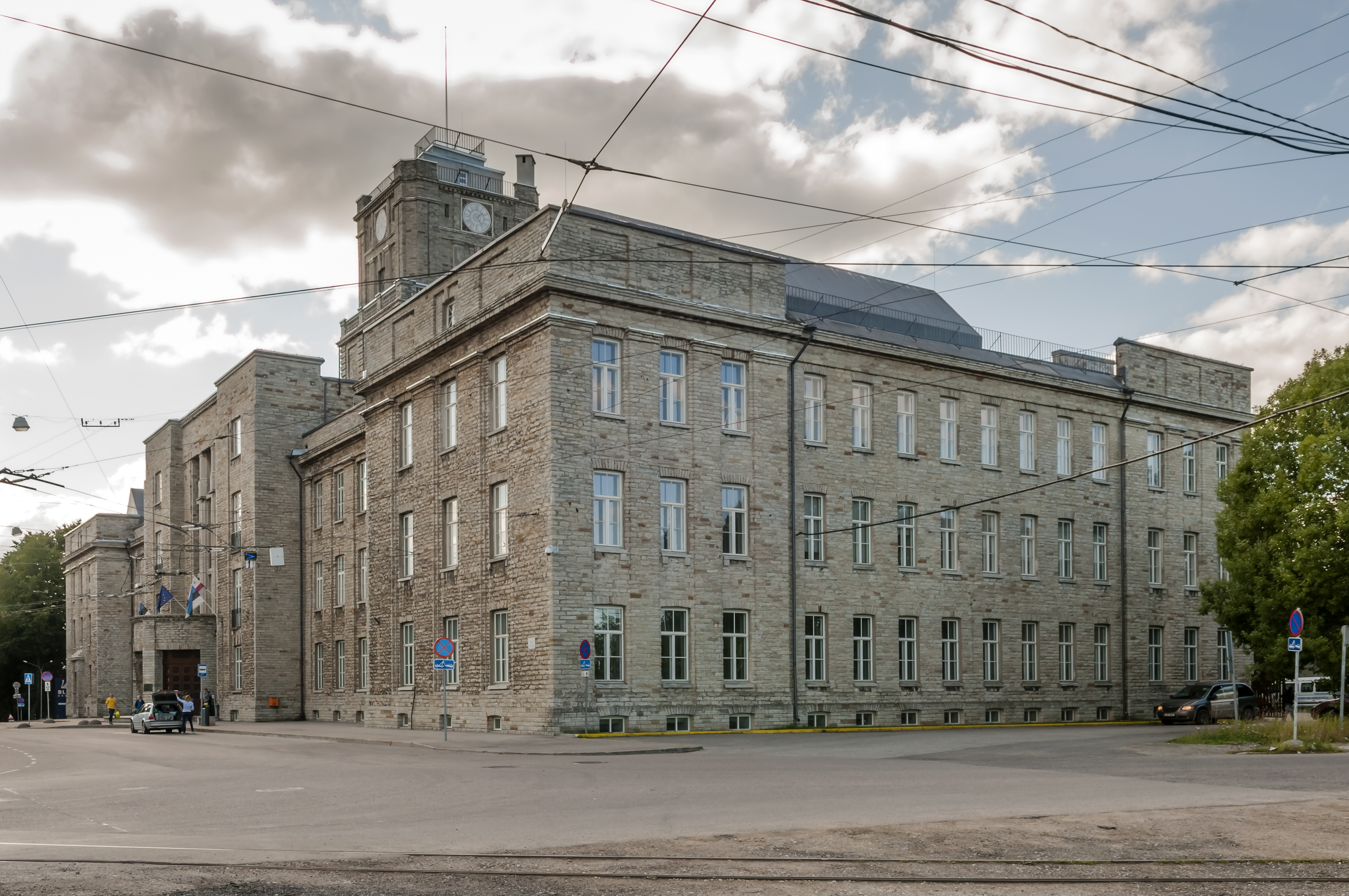
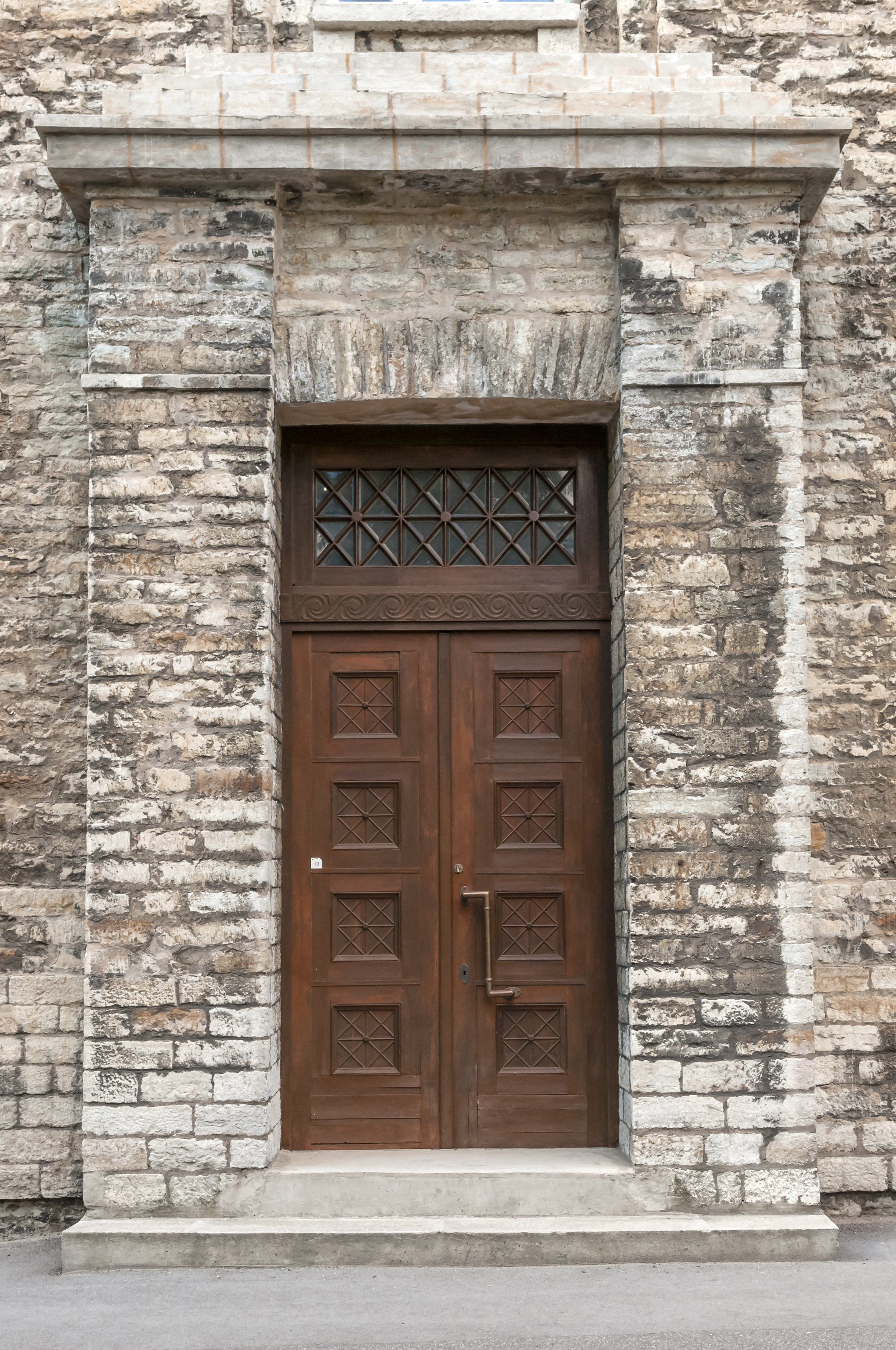
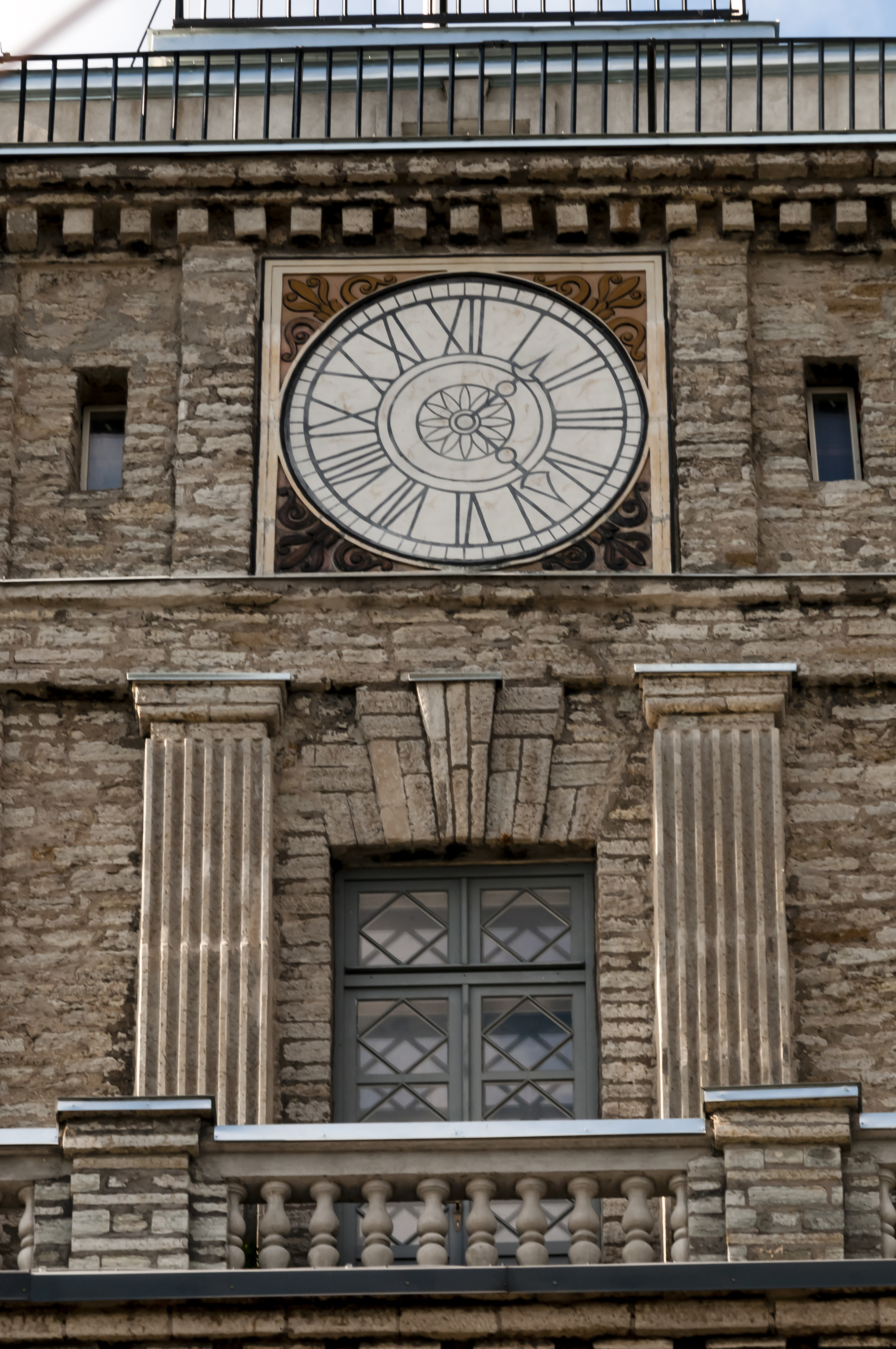